# Pieter Willem Botha
Pieter Willem Botha (12. ledna 1916 – 31. října 2006) byl jihoafrický politik a státník, čelný představitel politiky apartheidu. Ve vrcholné politice JAR působil od 50. let; v letech 1978–1989 stál v čele státu, nejprve jako premiér (1978–1984) a následně po změně ústavy, která sloučila úřad prezidenta a premiéra, jako státní prezident. 
V letech 1958–1961 byl ministrem vnitra, v letech 1966–1980 ministrem obrany, z kteréžto funkce inicioval řadu intervencí JAR ve vojenských konfliktech v Africe (Angola, Namibie). Během své kariéry byl rovněž ministrem veřejných prací, obchodního rozvoje a ministrem pro komunity a černošské záležitosti. Byl důsledným prosazovatelem politiky apartheidu, kterou neuvolnil ani pod mohutným mezinárodním tlakem.
Byl představitelem jihoafrické Národní strany, jejímž lídrem byl v letech 1978–1989. Měl přezdívku Die Groot Krokodil („Velký krokodýl“).